# 長期予報
長期予報（ちょうきよほう）は、天気予報の一種で、長期間の天気を予測するものである。

## 概要
2日以上先の長期間の天気を予測するもので延長予報（週間予報）と季節予報の2種類があるが普通、長期予報といえば後者をさす。これは1か月、3か月といった長期間における平均気温や日照時間、降水量といった概括的な天気の傾向や季節の特性を予測するもので平年との比較で表される。
日本の気象庁が定めた「予報業務の許可並びに予報業務の目的及び範囲の変更の認可に関する審査基準」では、予報を行う時点から8日間先を超える予報を長期予報としている。気象庁が発表している予報の中では、季節予報がこの区分にあたる。気象庁の季節予報には、1か月予報、3か月予報、暖候期予報、寒候期予報などの種類があり、平年を基準に「低い（少ない）」「平年並み」「高い（多い）」の3段階でその傾向を予想する。
気象庁の長期予報は、公式なものでは1942年（昭和17年、第二次世界大戦中）8月5日に提供が始まった1か月予報が最初とされている。その年の9月5日に3か月予報、翌1943年4月に暖候期予報が始まった。なお、1949年には一旦中止され、1953年（昭和28年）に再開されている。従来は相関法、周期法、類似法などの経験則を用いる予報手法だったが、計算機能力の向上とモデルの開発により1990年代以降は数値予報の導入が進む。1996年（平成8年）3月には1か月予報にアンサンブル数値予報が導入される。続いて1998年10月にはエルニーニョ予測モデルの使用が開始。2003年3月には3か月予報と暖候期・寒候期予報に数値予報モデルが導入。また2010年2月には3か月予報と暖候期・寒候期予報に大気海洋結合モデルが導入された。これらモデルや計算機は更新による精緻化も年々進む。
また、2008年3月には2週間の予測を行う異常天候早期警戒情報（2019年6月に早期天候情報・2週間気温予報に改編）の提供が開始している。
交通政策審議会気象分科会による2018年の提言では、2030年までに、暴風や大雪などの社会的に影響の大きい現象の2週間先までの予測や、極端な高温・低温の可能性の1か月先までの予測の実現、3か月先の顕著な高温・低温の予測精度向上が目標として提示されている。